# Oncopsis cognata
Oncopsis cognata är en insektsart som beskrevs av Maximilian Spinola 1852. Oncopsis cognata ingår i släktet Oncopsis och familjen dvärgstritar. Inga underarter finns listade i Catalogue of Life.